# Кина на Светском првенству у атлетици на отвореном 2017.
Кина је учествовала на Светском првенству у атлетици на отвореном 2017. одржаном у Лондону од 4. до 13. августа шеснаести пут, односно учествовала је на свим првенствима до данас. Репрезентацију Кине је представљало 44 такмичара (20 мушкараца и 25 жене) који су се такмичили у 19 дисциплина (9 мушких и 10 женских).,
На овом првенству Кина је по броју освојених медаља заузела 5. место са 7 освојене медаља (две златне, три сребрне и две бронзане). Поред медаља, Кина је остварила и следеће резултате: оборена су два континентална рекорда, три национална рекорда и четири лична рекорда. У табели успешности према броју и пласману такмичара који су учествовали у финалним такмичењима (првих 8 такмичара) Кина је са 19 учесника у финалу заузела 5. место са 81 бодом.
| Плас. | Земља | 1. место | 2. место | 3. место | 4. место | 5. место | 6. место | 7. место | 8. место | Бр. финал. | Бод. |
| ----- | ----- | -------- | -------- | -------- | -------- | -------- | -------- | -------- | -------- | ---------- | ---- |
| 5.    | Кина  | 2        | 3        | 2        | 3        | 1        | 1        | 3        | 4        | 19         | 81   |

## Учесници
| Мушкарци: - Су Бингтјен — 100 м, 4х100 м - Сје Џенје — 100 м, 4х100 м - Венђуен Сје — 110 м препоне - Џанг Пјеменг — 4х100 м - Ву Џићанг — 4х100 м - Кајхуа Ванг — 20 км ходање - Сјангћен Ђин — 20 км ходање - Жуеј Ванг — 20 км ходање - Џанг Лин — 50 км ходање - Ју Веј — 50 км ходање - Ву Ћенлунг — 50 км ходање - Ју Ванг — Скок увис - Џанг Гуовеј — Скок увис - Сјуе Чангжуеј — Скок мотком - Јао Ђин — Скок мотком - Ши Јухао — Скок удаљ - Ванг Ђанан — Скок удаљ - Хуанг Чангџоу — Скок удаљ - Ву Жуејтинг — Троскок - Фанг Јаођинг — Троскок | Жене: - Јунгли Веј — 100 м, 4х100 м - Ћингхунг Љу — Маратон - Мође Цао — Маратон - Сјаођинг Љанг — 4х100 м - Јуђа Тао — 4х100 м - Линвеј Кунг — 4х100 м - Манћи Ге — 4х100 м - Ђају Јанг — 20 км ходање - На Ванг — 20 км ходање - Сјуџу Лу — 20 км ходање - Ханг Јин — 50 км ходање - Шућинг Јанг — 50 км ходање - Лиђао Гунг — Бацање кугле - Јанг Гао — Бацање кугле - Ка Бјен — Бацање кугле - Су Синјуе — Бацање диска - Јанг Чен — Бацање диска - Бин Фенг — Бацање диска - Ванг Џенг — Бацање кладива - Венсју Џанг — Бацање кладива - На Луо — Бацање кладива - Лу Хуејхуеј — Бацање копља - Ли Лингвеј — Бацање копља - Љу Шијинг — Бацање копља |  |

## Освајачи медаља (7)

### Злато (2)
(Ж)
- Ђају Јанг — 20 км ходање
- Лиђао Гунг — Бацање кугле

### Сребро (3)
(Ж)
- Ханг Јин — 50 км ходање
- Џенг Ванг — Бацање кладива
- Ли Лингвеј — Бацање копља

### Бронза (2)
(Ж)
- Шућинг Јанг — 50 км ходање
- Лу Хуејхуеј — Бацање копља

## Резултати

### Мушкарци
| Атлетичар                                       | Дисциплина    | Лични рекорд | Предтакмичење     | Предтакмичење     | Квалификације        | Квалификације  | Полуфинале   | Полуфинале | Финале                | Финале       | Детаљи |
| Атлетичар                                       | Дисциплина    | Лични рекорд | Резултат          | Место             | Резултат             | Место          | Резултат     | Место      | Резултат              | Место        | Детаљи |
| ----------------------------------------------- | ------------- | ------------ | ----------------- | ----------------- | -------------------- | -------------- | ------------ | ---------- | --------------------- | ------------ | ------ |
| Су Бингтјен                                     | 100 м         | 9,99 НР      | слободни          | слободни          | 10,03 (.026) КВ, ЛРС | 1. у гр. 4     | 10,10 кв     | 3. у гр. 2 | 10,27                 | 8 / 58 (62)  |        |
| Сје Џенје                                       | 100 м         | 10,08        | слободни          | слободни          | 10,13 (.127) КВ      | 3. у гр. 2     | 10,28 (.274) | 7. у гр. 1 | Нису се квалификовали | 20 / 58 (62) |        |
| Венђуен Сје                                     | 110 м препоне | 12,23        |                   |                   | 13,34 КВ             | 2. у гр. 4     | 13,36        | 3. у гр. 3 | Нису се квалификовали | 12 / 39 (41) |        |
| Ву Џићанг, Сје Џенје, Бингтјен Су, Џанг Пјеменг | 4 х 100 м     | 37,82 НР     | 38,20 КВ          | 3. у гр. 2        |                      |                | 38,34        | 4 14 (16)  |                       |              |        |
| Кајхуа Ванг                                     | 20 км ходање  | 1:17:54      |                   |                   |                      |                |              |            | 1:19:30               | 7 / 58 (64)  |        |
| Сјангћен Ђин                                    | 20 км ходање  | 1:19:12      | 1:21:24           | 19 / 58 (64)      |                      |                |              |            |                       |              |        |
| Жуеј Ванг                                       | 20 км ходање  | 1:19:23      | 1:23:09           | 34 / 58 (64)      |                      |                |              |            |                       |              |        |
| Венбин Њу                                       | 50 км ходање  | 3:46:12      | 4:01:35           | 30 / 33 (49)      |                      |                |              |            |                       |              |        |
| Веј Ју                                          | 50 км ходање  | 3:42:54      | Није завршио трку | Није завршио трку |                      |                |              |            |                       |              |        |
| Ћенлунг Ву                                      | 50 км ходање  | 3:47:35      | Дисквалификован   | Дисквалификован   |                      |                |              |            |                       |              |        |
| Џанг Гуовеј                                     | Скок увис     | 2,38         |                   |                   | 2,22                 | 10. у гр. Б    |              |            | Није се квалификовао  | 24 / 26 (27) |        |
| Ванг Ју                                         | Скок увис     | 2,33         | 2,29 кв           | 9. у гр. А        | Није стартовао       | Није стартовао |              |            |                       |              |        |
| Сјуе Чангжуеј                                   | Скок мотком   | 5,80 НР      | 5,60              | 6. у гр. А        | 5,82 НР              | 4 / 26 (30)    |              |            |                       |              |        |
| Јао Ђин                                         | Скок мотком   | 5,79         | 5,60 кв           | 14. у гр. А       | Без пласмана         | Без пласмана   |              |            |                       |              |        |
| Ши Јухао                                        | Скок удаљ     | 8,31         | 8,06 КВ           | 5. у гр. А        | 8,18                 |                |              |            |                       |              |        |
| Ванг Ђанан                                      | Скок удаљ     | 8,29         | 7,92 кв           | 3. у гр Б         | 8,14 ЛРС             | 4 / 28 (32)    |              |            |                       |              |        |
| Хуанг Чангџоу                                   | Скок удаљ     | 8,26         | 7,70              | 13. у гр А        | Није се квалификовао | 24 / 31 (32)   |              |            |                       |              |        |
| Ву Жуејтинг                                     | Троскок       | 17,18        | 16,66 кв          | 7. у гр. А        | 16,66                | 9 / 30 (31)    |              |            |                       |              |        |
| Фанг Јаођинг                                    | Троскок       | 16,86 д      | 16,17             | 13. у гр. Б       | Није се квалификовао | 26 / 30 (31)   |              |            |                       |              |        |

### Жене
| Атлетичарка                                 | Дисциплина     | Лични рекорд | Квалификације         | Квалификације      | Полуфинале            | Полуфинале            | Финале                | Финале                | Детаљи |
| Атлетичарка                                 | Дисциплина     | Лични рекорд | Резултат              | Место              | Резултат              | Место                 | Резултат              | Место                 | Детаљи |
| ------------------------------------------- | -------------- | ------------ | --------------------- | ------------------ | --------------------- | --------------------- | --------------------- | --------------------- | ------ |
| Јунгли Веј                                  | 100 м          | 11,24        | 11,37                 | 4. у гр. 2         | Није се квалификовала | Није се квалификовала | Није се квалификовала | 26 / 52 (54)          |        |
| Ћингхунг Љу                                 | Маратон        | 2:43:14      |                       |                    |                       |                       | 2:52:21 ЛРС           | 65 /78 (92)           |        |
| Мође Цао                                    | Маратон        | 2:25:53      | Није завршила трку    | Није завршила трку |                       |                       |                       |                       |        |
| Шуђао Ву                                    | 100 м препоне  | 12,72        | 13,09 КВ              | 4. у гр. 5         | 13,06                 | 7. у гр. 3            | Није се квалификовала | 19 / 37               |        |
| Јуђа Тао Линвеј Кунг Манћи Ге Сјаођинг Љанг | 4 х 100 м      | 42,23 НР     | Нису завршиле трку    | Нису завршиле трку |                       |                       | Нису се квалификовале | Нису се квалификовале |        |
| Ђају Јанг                                   | 20 км ходање   | 1:26:35      |                       |                    |                       |                       | 1:26:18 ЛР            |                       |        |
| На Ванг                                     | 20 км ходање   | 1:26:29      | 1:29:26               | 8 / 52 (61)        |                       |                       |                       |                       |        |
| Сјуџу Лу                                    | 20 км ходање   | 1:25:12      | Дисквалификована      | Дисквалификована   |                       |                       |                       |                       |        |
| Ханг Јин                                    | 50 км ходање   | 4:22:22 НР   | 4:08:58 АЗР, НР, ЛР   |                    |                       |                       |                       |                       |        |
| Шућинг Јанг                                 | 50 км ходање   | 4:27:24      | 4:20:49 ЛР            |                    |                       |                       |                       |                       |        |
| Лиђао Гунг                                  | Бацање кугле   | 20,43        | 18,97 КВ              | 1. у гр. Б         |                       |                       | 19,94                 |                       |        |
| Ка Бјен                                     | Бацање кугле   | 18,71        | 18,18 кв, =ЛРС        | 4. у гр. А         | 17,60                 | 12 / 30 (31)          |                       |                       |        |
| Јанг Гао                                    | Бацање кугле   | 19,20        | 17,87                 | 7. у гр. А         | 18,25                 | 5 / 30 (31)           |                       |                       |        |
| Су Синјуе                                   | Бацање диска   | 65,59        | 63,00 КВ              | 5. у гр. Б         | 63,37                 | 7 / 29 (30)           |                       |                       |        |
| Јанг Чен                                    | Бацање диска   | 63,61        | 62,71                 | 6. у гр. Б         | 61,28                 | 12 / 29 (30)          |                       |                       |        |
| Бин Фенг                                    | Бацање диска   | 65,14        | 62,48 кв              | 4. у гр. А         | 61,56                 | 8 / 29 (30)           |                       |                       |        |
| Џенг Ванг                                   | Бацање кладива | 77,68 НР     | 71,89 КВ              | 4. у гр. А         | 75,98                 |                       |                       |                       |        |
| Венсју Џанг                                 | Бацање кладива | 77,33        | 71,39 кв              | 6. у гр. Б         | 74,53 ЛРС             | 4 / 30 (32)           |                       |                       |        |
| На Луо                                      | Бацање кладива | 70,66        | 69,54                 | 8. у гр. Б         | Није се квалификовала | 13 / 30 (32)          |                       |                       |        |
| Ли Лингвеј                                  | Бацање копља   | 65,11        | 62,29 кв              | 5. у гр. Б         | 66,25 ЛР              |                       |                       |                       |        |
| Лу Хуејхуеј                                 | Бацање копља   | 66,13        | 67,59 КВ, АЗР, НР, ЛР | 1. у гр. Б         | 65,26                 |                       |                       |                       |        |
| Љу Шијинг                                   | Бацање копља   | 66,47 НР     | 64,72                 | 2. у гр. А         | 62,84                 | 8 / 30 (31)           |                       |                       |        |